# 1914 (gruppo musicale)
I 1914 sono un gruppo musicale blackened death metal ucraino formatosi nel 2014. Il tema principale dei testi delle canzoni del gruppo è la Prima guerra mondiale e il nome stesso deriva dall'anno di inizio della guerra. Musicalmente, i 1914 combinano le sonorità del doom, del black e del death metal.

## Storia
Il gruppo 1914 è stato fondato nell'estate del 2014 a Leopoli da Dmytro "Kumar" Ternuschak insieme ad altri musicisti che avevano già esperienza musicale e suonavano in vari gruppi musicali ucraini, (Skinhate, Ambivalence, ForceOut, Johny B Gut, Stalag 328, Disentrail, Ratbite, Toster). Nel 2015 la band ha pubblicato il suo album di debutto Eschatology of War con l'etichetta Archaic Sound. Tre anni dopo è uscito il loro secondo album, The Blind Leading the Blind. L'album ha ricevuto recensioni positive dalla stampa musicale e I 1914 firmarono presto un contratto con la Napalm Records. L'etichetta ha pubblicato il loro terzo album in studio, Where Fear and Weapons Meet, nel 2021, che ha ricevuto anch'esso il plauso della critica ed è stato successivamente incluso in diverse liste dei migliori album dell'anno.

## Membri

### Attuali
- 2ª Divisione, 147º Reggimento di Fanteria, Tenente Maggiore Dietmar Kumarberg (Dmytro Ternushchak) - voce (2014-presente)
- 37ª Divisione, Reggimento di Artiglieria da Campagna n. 73, guardiano Liam Fessen (Oleksa Fisyuk) - chitarra (2014-presente)
- 5ª divisione, reggimento Ulanensky n. 3, sergente Vitalis Winkelhock (Vitaliy Vyhovskyi) - chitarra (2015-oggi)
- 9ª Divisione, Reggimento Granatieri n. 7, sottufficiale Armin von Heinessen (Armen Oganesyan) - basso (2014-presente)
- 33ª Divisione, 7º Reggimento di fanteria della Turingia. N. 96, Private Rusty Potoplakht (Rostyslav Potoplyak) - batteria (2016-oggi)

### Ex
- Sottotenente Serge Russell (compagnia C, 306º battaglione mitragliatrici) (Serhiy) - batteria (2014-2016)
- Sergente Andrew Naifman (157º reggimento di artiglieria da campagna, 40ª divisione di fanteria) (Andriy Rieznikov) - chitarra (2014-2015)
- 5ª Divisione, Reggimento Ulanen n. 3, Sergente Basil Lagenndorf (Vasyl Lahodiuk) - chitarra (2015)

## Discografia
Album in studio
- Eschatology of War (2015)
- The Blind Leading the Blind  (2018)
- Where Fear and Weapons Meet (2021)

Altri album
- Ich hatt einen Kameraden (2016, diviso con Minenwerfer)
- Eschatology of War / Für Kaiser, Volk und Vaterland (2016, compilation)
- Für Kaiser, Volk und Vaterland! (2016, EP)

Singoli
- «Caught in the Crossfire» (2014)
- «Frozen in Trenches (Christmas Truce)» (2014)
- «Zeppelin Raids» (2015)
- «Stoßtrupp 1917» (2017)
- «…and a Cross Now Marks His Place» (2021)
- «Pillars of Fire (The Battle of Messines)» (2021)
- «FN .380 ACP#19074» (2021)
- «Flammenwerfer vor!» (2022)